# Desidroepiandrosterona
A desidroepiandrosterona, deidroepiandrosterona, prasterona   (ou DHEA, do inglês dehydroepiandrosterone) é um hormônio esteróide produzido a partir do colesterol pelas glândulas adrenais (ou suprarrenais), gônadas, tecido adiposo, cérebro e pele (por um mecanismo autócrino).
A DHEA é o precursor da androstenediona - este, por sua vez precursor da testosterona e dos estrógenos estrona e estradiol, aos quais a DHEA é quimicamente similar. É convertida em andrógeno (hormônio masculino) ou estrógeno (hormônio feminino) dependendo do sexo da pessoa, idade e outros fatores individuais.  A DHEA é o precursor quase direto da testosterona e do estradiol, mas ela própria possui fraca ação androgênica. Embora 50% dos hormônios masculinos e 70 % dos hormônios femininos sejam derivados da DHEA, ela não é  o mais importante precursor da testosterona e do estradiol.  Em maior quantidade, os principais precursores da testosterona são a pregnenolona, progesterona e hidroxiprogesterona.
Ao longo da vida, a produção de cortisol pela suprarrenal aumenta e, inversamente, a DHEA, a melatonina e o hormônio do crescimento (GH) declinam. Nos primeiros cinco anos de vida as adrenais produzem bem pouca DHEA. Por volta dos 6 ou 7 anos, há uma elevação dos níveis deste hormônio. Sua produção alcança o máximo no início da vida adulta (em torno dos vinte anos) e declina com a idade tanto em homens quanto mulheres. Aos 20 anos, é o hormônio mais abundante no sangue em circulação no corpo humano. Entre os 30 e os 40 anos de idade, ocorre um declínio nos níveis de DHEA. Aos 40 anos, o organismo produz metade da DHEA que produzia antes. Aos 65 anos, a produção cai para 10 a 20% da quantidade considerada ideal. Por volta dos 70 anos, o indivíduo terá apenas 25% (ou menos) da quantidade que tinha aos 20 anos e, aos 80, menos de 5% deste nível.

## Produção industrial
A DHEA é produzida industrialmente a partir de uma saponina de origem vegetal chamada diosgenina.

## História
Em 1995, foi publicado nos Annals of the New York Academy of Sciences um trabalho em que se demonstrava que pacientes que tiveram os níveis de DHEA elevados por suplementação alimentar haviam apresentado aumento da massa muscular, diminuição da massa gordurosa (significativo nos homens e discreto nas mulheres), aumento da força muscular (nos dois sexos) assim como melhora do sistema imune.
Estudos sobre DHEA e depressão, particularmente sobre sua ação como coadjuvante no sistema imunológico e vacinas foram apresentados.
Novos trabalhos em 1998 corroboravam estes estudos, mostrando que o uso diário de 50 mg de DHEA aumentava muito a sensação de bem-estar nos pacientes.

## Uso farmacológico
Normalmente é indicada para pessoas com deficiência na produção natural da testosterona. Quando suplementado, oferece um ganho de massa muscular e um aumento na oxidação da gordura. É considerado doping quando a testosterona se eleva acima de um padrão determinado.

## Contraindicação
Por ser um precursor de testosterona, algumas pessoas desenvolveram sintomas associados ao seu uso.